# Bélgica nos Jogos Olímpicos de Inverno de 2018
A Bélgica participou dos Jogos Olímpicos de Inverno de 2018, realizados na cidade de Pyeongchang, na Coreia do Sul.
O país fez sua vigésima primeira aparição em Olimpíadas de Inverno, sendo que participa regularmente desde os Jogos de 1972, em Sapporo. Sua delegação foi composta por 22 atletas que competiram em nove esportes.

## Medalhas
| Atleta      | Esporte                 | Evento                     | Medalha |
| ----------- | ----------------------- | -------------------------- | ------- |
| Bart Swings | Patinação de velocidade | Largada coletiva masculina | Prata   |

## Desempenho

### Biatlo
Masculino
| Atleta         | Evento      | Final   | Final       | Final   |
| Atleta         | Evento      | Tempo   | Penalidades | Posição |
| -------------- | ----------- | ------- | ----------- | ------- |
| Florent Claude | Velocidade  | 25:43.7 | 3 (1+2)     | 55º     |
| Florent Claude | Perseguição | 39:22.7 | 4 (1+1+1+1) | 57º     |
| Michael Rösch  | Velocidade  | 25:09.4 | 2 (0+2)     | 38º     |
| Michael Rösch  | Perseguição | 35:55.1 | 1 (0+0+0+1) | 23º     |

### Bobsleigh
Feminino
| Atleta                                | Evento | Final     | Final     | Final     | Final     | Final   | Final |
| Atleta                                | Evento | Descida 1 | Descida 2 | Descida 3 | Descida 4 | Total   | Pos.  |
| ------------------------------------- | ------ | --------- | --------- | --------- | --------- | ------- | ----- |
| An Vannieuwenhuyse Sophie Vercruyssen | Duplas | 51.24     | 51.28     | 51.53     | 51.20     | 3:25.25 | 12º   |
| Sara Aerts Elfje Willemsen            | Duplas | 51.03     | 51.27     | 51.10     | 51.21     | 3:24.61 | 11º   |

### Esqui alpino
Feminino
| Atleta            | Evento         | Descida 1 | Descida 2 | Total   | Pos. |
| ----------------- | -------------- | --------- | --------- | ------- | ---- |
| Marjolein Decroix | Slalom         | 55.91     | 54.80     | 1:50.71 | 38º  |
| Kim Vanreusel     | Combinado      | DNF       | DNF       | DNF     | DNF  |
| Kim Vanreusel     | Downhill       |           |           | 1:46.51 | 30º  |
| Kim Vanreusel     | Slalom         | 55.90     | 55.96     | 1:51.86 | 40º  |
| Kim Vanreusel     | Slalom gigante | 1:17.60   | 1:14.92   | 2:32.52 | 39º  |
| Kim Vanreusel     | Super-G        |           |           | 1:27.60 | 40º  |

Masculino
| Atleta      | Evento         | Descida 1 | Descida 2 | Total   | Pos. |
| ----------- | -------------- | --------- | --------- | ------- | ---- |
| Kai Alaerts | Slalom         | DNF       | DNF       | DNF     | DNF  |
| Sam Maes    | Slalom         | 52.90     | DNF       | DNF     | DNF  |
| Sam Maes    | Slalom gigante | 1:13.29   | 1:12.91   | 2:26.20 | 32º  |

### Esqui cross-country
Masculino
| Atleta         | Evento      | Final   | Final |
| Atleta         | Evento      | Tempo   | Pos.  |
| -------------- | ----------- | ------- | ----- |
| Thierry Langer | 15 km livre | 37:45.0 | 66º   |

### Patinação artística
| Atleta          | Evento               | Programa curto | Programa curto | Programa livre | Programa livre | Total  | Total |
| Atleta          | Evento               | Pontos         | Pos.           | Pontos         | Pos.           | Pontos | Pos.  |
| --------------- | -------------------- | -------------- | -------------- | -------------- | -------------- | ------ | ----- |
| Loena Hendrickx | Individual feminino  | 55.16          | 20º            | 116.72         | 14º            | 171.88 | 16º   |
| Jorik Hendrickx | Individual masculino | 84.74          | 11º            | 164.21         | 16º            | 248.95 | 14º   |

### Patinação de velocidade
Individual
| Atleta         | Evento            | Final    | Final |
| Atleta         | Evento            | Tempo    | Pos.  |
| -------------- | ----------------- | -------- | ----- |
| Jelena Peeters | 5000 m feminino   | 7:10.26  | 10º   |
| Bart Swings    | 1500 m masculino  | 1:45.49  | 6º    |
| Bart Swings    | 5000 m masculino  | 6:14.57  | 6º    |
| Bart Swings    | 10000 m masculino | 13:03.53 | 8º    |
| Mathias Vosté  | 500 m masculino   | 35.546   | 32º   |
| Mathias Vosté  | 1000 m masculino  | 1:11.24  | 35º   |
| Mathias Vosté  | 1500 m masculino  | 1:47.34  | 23º   |

Largada coletiva
| Atleta      | Evento    | Semifinal | Semifinal | Semifinal | Final  | Final   | Final            |
| Atleta      | Evento    | Pontos    | Tempo     | Pos.      | Pontos | Tempo   | Pos.             |
| ----------- | --------- | --------- | --------- | --------- | ------ | ------- | ---------------- |
| Bart Swings | Masculino | 5         | 8:13.57   | 5º        | 40     | 7:44.08 | Medalha de prata |

### Patinação de velocidade em pista curta
Masculino
| Atleta            | Evento      | Preliminar | Preliminar | Semifinal   | Semifinal   | Final       | Final       |
| Atleta            | Evento      | Tempo      | Pos.       | Tempo       | Pos.        | Tempo       | Pos.        |
| ----------------- | ----------- | ---------- | ---------- | ----------- | ----------- | ----------- | ----------- |
| Vladislav Bykanov | 1500 metros | 2:12.998   | 2º         | DNF         | 6º          | Não avançou | Não avançou |
| Ward Pétré        | 1500 metros | 2:17.362   | 5º         | Não avançou | Não avançou | Não avançou | Não avançou |

### Skeleton
| Atleta        | Evento   | Final     | Final     | Final     | Final     | Final   | Final |
| Atleta        | Evento   | Descida 1 | Descida 2 | Descida 3 | Descida 4 | Total   | Pos.  |
| ------------- | -------- | --------- | --------- | --------- | --------- | ------- | ----- |
| Kim Meylemans | Feminino | 52.56     | 52.54     | 52.34     | 52.26     | 3:29.70 | 14º   |

### Snowboard
Masculino
| Atleta          | Evento     | Qualificatória | Qualificatória | Qualificatória | Final       | Final       | Final       | Final       |
| Atleta          | Evento     | Descida 1      | Descida 2      | Pos.           | Descida 1   | Descida 2   | Descida 3   | Pos.        |
| --------------- | ---------- | -------------- | -------------- | -------------- | ----------- | ----------- | ----------- | ----------- |
| Sebbe De Buck   | Big air    | 33.50          | 30.25          | 18º            | Não avançou | Não avançou | Não avançou | Não avançou |
| Sebbe De Buck   | Slopestyle | 59.40          | 29.58          | 12º            | Não avançou | Não avançou | Não avançou | Não avançou |
| Seppe Smits     | Big air    | 50.00          | 59.25          | 15º            | Não avançou | Não avançou | Não avançou | Não avançou |
| Seppe Smits     | Slopestyle | 78.36          | 41.48          | 6º             | 31.11       | 69.03       | 66.18       | 10º         |
| Stef Vandeweyer | Big air    | 61.00          | 29.50          | 14º            | Não avançou | Não avançou | Não avançou | Não avançou |
| Stef Vandeweyer | Slopestyle | 33.75          | 21.16          | 17º            | Não avançou | Não avançou | Não avançou | Não avançou |

Legenda
| Recorde mundial      | Recorde mundial (World record)               |                       | Recorde africano                      | Recorde africano (African) |                                           | Q | Classificado por posição (Qualified) |
| Recorde olímpico     | Recorde olímpico (Olympic record)            | Recorde da América    | Recorde da América (Americas)         | q                          | Classificado por melhor tempo (Qualified) |   |                                      |
| Melhor marca do ano  | Melhor marca do ano (World leading)          | Recorde asiático      | Recorde asiático (Asian)              | DNS                        | Não largou (Did not start)                |   |                                      |
| Recorde nacional     | Recorde nacional (National record)           | Recorde europeu       | Recorde europeu (European)            | DNF                        | Não terminou (Did not finish)             |   |                                      |
| Recorde pessoal      | Recorde pessoal do atleta (Personal best)    | Recorde da Oceania    | Recorde da Oceania (Oceania)          | DSQ / DQ                   | Desclassificado (Disqualified)            |   |                                      |
| Recorde da temporada | Recorde da temporada do atleta (Season best) | Recorde sul-americano | Recorde sul-americano (South America) | NM                         | Sem marca (No mark)                       |   |                                      |